# Obock
Obock er en by i det nordlige Djibouti, med et indbyggertal på cirka 21.200 (2012). Byen er hovedstad i en region af samme navn, og ligger ved kysten til det Røde Hav.